# Crolles
Crolles este o comună în departamentul Isère din sud-estul Franței. În 2009 avea o populație de 8.571 de locuitori.

## Evoluția populației
| An        | 1975  | 1982  | 1990  | 1999  | 2006  | 2009  |
| --------- | ----- | ----- | ----- | ----- | ----- | ----- |
| Populație | 2.102 | 3.492 | 5.829 | 8.260 | 8.416 | 8.571 |